# Форестье, Пьер-Огюст
Пьер-Огюст Форестье (фр. Pierre-Auguste Forestier, 1755, Париж — 1835, Париж) — французский мастер-бронзовщик и скульптор-декоратор. Член большой семьи парижских ювелиров. Его отец Этьен Форестье (1712—1768) был литейщиком, чеканщиком и ювелиром. В 1737 году основал в Париже бронзолитейную мастерскую . Изготавливал бронзовые детали мебели для Жан-Франсуа Эбена, А.-Ш. Буля, Ж.-А. Ризенера и Ж.-К. Дюплесси, в частности для знаменитого «королевского бюро» Людовика XV.
После смерти отца его сыновья, Этьен-Жан и Пьер-Огюст, наследовали и продолжали семейное дело. Изготавливали вазы, канделябры, бронзовые накладки мебели в стиле Людовика XVI (французского неоклассицизма). Выполняли заказы короля Людовика XVI и Марии-Антуанетты, в 1778—1780 годах — принца Кондэ. Сотрудничали со скульптором Л.-С. Буазо. В начале XIX века Пьер-Огюст Форестье стал работать в стиле ампир, сотрудничал с П.-Ф. Томиром. После революции Пьер-Огюст открыл в Париже большой магазин бронзовых изделий, в том числе выполненных по рисункам Ш. Персье и П. Фонтена. Учеником П.-О. Форестье был Андре-Антуан Раврио.